# Le Zéro pointé
Le Zéro pointé (The Zeppo) est le 13e épisode de la saison 3 de la série télévisée Buffy contre les vampires. L'épisode est centré sur le ressenti et les péripéties d'Alexander Harris, tandis que la bataille du Scooby-gang contre l'apocalypse est traitée de manière secondaire, provoquant de nombreux effets comiques.

## Résumé
Alex se sent inutile, car Buffy veut lui éviter de combattre aux côtés du reste du groupe en raison de sa vulnérabilité. Il ne dispose d'aucun pouvoir, alors que son entourage compte un vampire, un loup-garou, une sorcière et deux Tueuses. En plus, il provoque accidentellement la colère de Jack O'Toole, un garçon considéré comme instable et dangereux. Ce dernier finit pourtant par l'intégrer à sa bande, car il refuse de le dénoncer à un policier. Jack l'emmène au cimetière, où trois de ses amis décédés sortent de leurs tombes. Tous les cinq partent à bord de sa voiture avec l'intention de fabriquer une bombe. Alors que le reste du Scooby-gang se prépare à livrer bataille pour éviter une nouvelle apocalypse, Alex apprend que Jack est également un mort-vivant et que ce dernier veut qu'il devienne comme lui. Il s'échappe alors à bord de sa voiture et, un peu plus tard, rencontre Faith, qu'il aide en écrasant un démon avec son véhicule. Ils couchent ensemble et elle le met à la porte.
Alex décide alors de retrouver Jack et ses amis, mais comprend qu'ils veulent faire exploser leur bombe au lycée. Après s'être débarrassé des trois comparses de Jack, avec l'aide involontaire des démons venus pour l'apocalypse, il se retrouve face à lui et le combat dans la pièce où se trouve la bombe. Tous les deux réalisent alors qu'ils n'ont plus le temps de quitter les lieux avant l'explosion et Jack, incapable de déstabiliser Alex, finit par désamorcer la bombe. Alors que le Scooby-gang remporte un titanesque combat contre un monstre gigantesque qui sortait de la Bouche de l'Enfer, Jack est dévoré par Oz sous sa forme de loup-garou. Le lendemain, Alex est animé par une confiance toute neuve.